# Цирська сільська рада
Цирська сільська рада — сільська рада в Любешівському районі Волинської області з адміністративним центром у селі Цир.

## Загальні відомості
Історична дата утворення: в 1945 році. Водоймища на території, підпорядкованій даній раді: річки Цир, Прип'ять.

## Населені пункти
Сільській раді підпорядковані населені пункти:
- с. Цир
- с. Лахвичі

## Склад ради
Загальний склад ради: 16 депутатів. Сільський голова — Данилик Валентин Васильович.

### Керівний склад ради
| ПІБ                         | Основні відомості                                                             | Дата обрання | Дата звільнення |
| --------------------------- | ----------------------------------------------------------------------------- | ------------ | --------------- |
| Губарик Світлана Петрівна   | Сільський голова, 1961 року народження, освіта, позапартійна                  | 26.03.2006   | 31.10.2010      |
| Данилик Валентин Васильович | Сільський голова, 1971 року народження, освіта середня загальна, безпартійний | 31.10.2010   |                 |

Примітка: таблиця складена за даними джерела

### Партійна приналежність
- Самовисування — 12 — 75 %
- Народна Партія — 2 — 12,5 %
- Політична партія «Сильна Україна» — 2 — 12,5 %.[3]

Адреса Цирської сільської ради: 44241, Волинська обл., Любешівський р-н, с. Цир, вул. Перемоги, 7

## Населення
Згідно з переписом УРСР 1989 року чисельність наявного населення сільської ради становила 1756 осіб, з яких 883 чоловіки та 873 жінки.
За переписом населення України 2001 року в сільській раді мешкала 1691 особа.

### Мова
Розподіл населення за рідною мовою за даними перепису 2001 року:
| Мова       | Відсоток |
| ---------- | -------- |
| українська | 99,47 %  |
| російська  | 0,41 %   |
| білоруська | 0,12 %   |